# 시삭
시삭(施朔, 생몰년 미상)은 중국 삼국시대 오나라의 장수이다. 서산십이진군 중 한 사람인 시잠의 부친이다.

## 행적
무위사를 지내고 있었다. 손침(孫沈)을 두려워 한 손휴(孫休)가 손침을 비방하는 자가 있으면 그를 붙잡아 손침에게 보냈는데, 손침은 손휴가 보내는 사람마다 죽였지만 자신을 싫어하는 자가 많다는 사실에 두려움을 느껴 맹종(孟宗)을 통해 무창에 주둔하기를 청했다.
손휴가 이를 허락함에 따라 그는 무창에 주둔하게 되자 장수 위막은 손침이 지방에 주둔하게 되면 머지않아 반드시 반란을 일으킬 것이다라고 말했는데, 그 말대로 손휴에게 모반할 징후가 있다고 보고한다.

## 삼국지연의에서의 시삭
위막과 함께 손침에게 모반의 움직임이 있다고 보고했으며, 이후 노신(老姻) 정봉(丁奉)의 계략으로 장포(張布)가 손침을 죽이자 정봉, 위막 등과 협력해 손침의 아우들을 붙잡아 처형한다.